# Andrew Hourmont
Andrew Hourmont (* 1966 in Cardiff, Wales, Großbritannien) ist der Gründer, Geschäftsführer und kreativer Kopf der Blue Wings GmbH, welche unter anderem auch seit 1993 den Air & Style Snowboard Contest veranstaltet.

## Werdegang
Hourmont zog 1976 mit seiner Familie aufgrund der großen Wintersportbegeisterung von ihm und seinen Brüdern nach Innsbruck, Österreich. Er war früher Mitglied des britischen Ski-Nationalteams, litt jedoch des Öfteren an Verletzungen (vor allem am Knie). Er war Manager des Burton-Snowboard-Teams in den 80er Jahren und arbeitete später als erfolgreicher Ski- und Snowboardfotograf.
1994 veranstaltete er zusammen mit Charly Weger am Innsbrucker Bergisel den ersten Air & Style Contest, welcher binnen kürzester Zeit zu einem federführenden Event in der Snowboard-Szene avancierte. Mit diesem Event gründete er auch die Air & Style Company. 1997 erhielt er für seine Leistungen den Kommunikationskristall der Wirtschaftskammer Tirol. 
1999 sollte ein mit den European Open in der Axamer Lizum und dem Air & Style Skate Contest neuer Sprung geschaffen werden. Die Tragödie beim 7. Air & Style Contest am Bergisel, bei welchem fünf Besucher ihr Leben lassen mussten, bremste bzw. zerstörte diese Pläne längerfristig. Die Air & Style Company musste Insolvenz anmelden, jedoch wurde kurz darauf die Blue Wings GmbH (bezugnehmend auf das offizielle Logo des Contests). Auch der Air & Style Skate Contest in Berlin musste 2001 nach den Anschlägen in New York kurzfristig abgesagt werden und wurde kurzerhand in den folgenden Air & Style Snowboard Contest in Seefeld integriert.
2005 wanderte Andrew Hourmont nach Ablaufen des Vertrages in Seefeld mit dem Contest ins Olympiastadion in München. 2010 musste die Veranstaltung nach dem Ausfall des Hauptsponsors Nokia erstmals abgesagt werden.
Nachdem die Stadtverwaltung Innsbruck Andrew Hourmont im Frühjahr 2007 bat, am Bergisel einen weiteren Bewerb zu veranstalten, kehrte der Air & Style in Form von einem Quarterpipe-Contest am 2. Februar 2008 nach Innsbruck zurück. Seit 2009 ist Billabong Hauptsponsor in Innsbruck.
Im Dezember 2010 fand der Wettbewerb das erste Mal in Peking, China statt. Es folgten drei weitere Events in Peking in den Folgejahren, während der Air & Style 2014 nicht mehr im Bergisel stattfinden wird.
Im Mai 2013 sollte der Contest zudem erstmals in Mexiko stattfinden. Die Expansion der Air & Style Events auf den amerikanischen Kontinent wurde jedoch bislang noch nicht zur Realität.